# Bob Thiele
Pour les articles homonymes, voir Thiele.
Bob Thiele, né le 27 juillet 1922 à Brooklyn et mort le 20 janvier 1996 à New York, est un compositeur, musicien et producteur musical américain.

## Biographie
Il est producteur pour Impulse! Records de 1961 à 1969.
Bob Thiele est le compositeur, sous le nom George Douglas, et avec George David Weiss (en), du tube mondial « What a Wonderful World », et chanté par Louis Armstrong.
Il est le fondateur du label de jazz Flying Dutchman Records, avec lequel il produisit de nombreux albums de jazz et de blues.
Il a également réinterprété, avec son New Happy Times Orchestra et Gabor Szabo, Light My Fire de The Doors, au sein d'un album éponyme.

## Discographie
- 1967 : Thoroughly Modern (ABC)
- 1968 : Light My Fire (impulse!)
- 1969 : Head Start (as 'Bob Thiele Emergency') (Flying Dutchman Records)
- 1975 : I Saw Pinetop Spit Blood (Flying Dutchman Records)
- 1977 : The Mysterious Flying Orchestra (RCA Victor Records)
- 1984 : The Twenties Score Again (Columbia)